# Левицька Ольга Максиміліанівна
Бучма-Левицька Ольга Максиміліанівна (15 грудня 1879 —19 березня  1925) — українська акторка, співачка.

## Життєпис
Народилася у с. Пустомити (нині місто — районний центр у Львівській області). Донька залізничника Максиміліана Бучми. Замолоду виявила здібності співачки. Вокальну освіту здобула у Львівській консерваторії в класі С. Невядомського. Володіла гарним сопрано.
Виступала у 1898—1912 роках на сцені Театру Руської Бесіди у Львові. Виступала у 1901 році з гастролями у Польській опері. У 1905 році допомогла братові Амвросію потрапити до Львівського театру. З 1913 до 1914 року виступала у трупах Йосипа Стадника, а у 1916—1918 роках — Катерини Рубчакової.
Померла 19 березня 1925 року у м. Станиславі (нині Івано-Франківськ).

## Основні ролі
- Аза («Циганка Аза» М. Старицького);
- Варка («Безталанна» І. Карпенка-Карого);
- Анисья («Влада темрями» О. Толстого);
- Естера («Уріель Акоста» К. Гуцкова);
- Анна Павлівна («На людному місці» О. Островського).

## Основні партії
- Наталка («Наталка Полтавка» М. Лисенка);
- Сантуцца («Сільська честь» П. Масканьї);
- Одарка («Запорожець за Дунаєм» С. Гулака-Артемовського);
- Куліна («Чорноморці» М. Лисенка);
- Ганна («Катерина» М. Аркаса);
- Ганна («Підгоряни» М. Вербицького);
- Марта («Фауст» Ш. Гуно).